# Systasis aquila
Systasis aquila är en stekelart som beskrevs av Heydon 1995. Systasis aquila ingår i släktet Systasis och familjen puppglanssteklar. Inga underarter finns listade i Catalogue of Life.